# Чинишеуцы
Чинишеуцы, Чинишеуць (рум. Cinişeuţi) — село в Резинском районе Молдавии. Относится к сёлам, не образующим коммуну.

## История
Согласно Спискам населенных мест Бессарабской губернии за 1859 год, Чинишеуцы — владельческое село при источниках и колодцах воды в 322 двора. Население составляло 1483 человека (765 мужчин, 718 женщин). Село входило в состав Оргеевского уезда Бессарабской губернии. Имелись одна православная церковь, один завод и одна фабрика.
По данным справочника «Волости и важнейшие селения Европейской России» за 1886 год, Чинишеуцы — село царан при речке Глубокий Яр с 362 дворами и 1584 жителями, административный центр Чинешеуцкой волости Оргеевского уезда. Имелись православная церковь, две школы, земская почтовая станция, кирпичный завод, винокуренный завод, лавка, 1 октября проводилась ярмарка.

## География
Село расположено примерно в 12 км к юго-западу от города Рыбница на высоте 195 метров над уровнем моря. Ближайшие населённые пункты — сёла Екимоуцы, Гординешты и Цахноуцы.

## Население
По данным переписи населения 2004 года, в селе Чинишеуць проживает 2734 человека (1318 мужчин, 1416 женщин).
Этнический состав села:
| Национальность | Число жителей | Процентный состав |
| -------------- | ------------- | ----------------- |
| молдаване      | 2001          | 73.19             |
| украинцы       | 661           | 24.18             |
| русские        | 50            | 1.83              |
| цыгане         | 8             | 0.29              |
| румыны         | 3             | 0.11              |
| болгары        | 3             | 0.11              |
| гагаузы        | 2             | 0.07              |
| поляки         | 1             | 0.04              |
| евреи          | 1             | 0.04              |
| прочие         | 4             | 0.15              |
| Всего          | 2734          | 100 %             |

## Известные уроженцы
- Ботнару, Василе[рум.] (род. 1957) — журналист, директор молдавского отделения радио «Свобода».